# Gaëtan Picon
 (juin 2024).
Pour les articles homonymes, voir Picon (homonymie).
Ne doit pas être confondu avec Gaétan Picon (industriel).
Gaëtan Picon (Bordeaux, le 19 septembre 1915 - Paris 13e, le 6 août 1976) est un essayiste et critique d'art français. Il a été directeur du Mercure de France et, sous le ministère d'André Malraux, directeur général des Arts et Lettres.

## Biographie
Gaëtan Picon est le deuxième enfant d'Honoré Picon, officier de la marine marchande, et de Marie-Adrienne Paillier, appartenant à une famille d'industriels bordelais. Son arrière-grand-oncle Gaétan Picon, s'était engagé dans l'armée d'Algérie et y avait inventé en 1837 un quinquina, l'« amer Picon », devenu fort célèbre. En 1922, Honoré Picon, ruiné, quitte sa famille et son fils ne le revoit plus.
En 1924, le frère de Gaëtan Picon, Pierre, étudiant en philosophie figure parmi les premiers signataires du Manifeste du surréalisme et devient le correspondant du groupe à Bordeaux, accueillant ainsi la même année, dans la maison familiale de Bègles, Max Ernst et Marie-Berthe Aurenche, que Paul Éluard vient rechercher. Picon est alors élève à l'Institution du Sacré-Cœur.
En 1925, il entre au lycée Michel-Montaigne de Bordeaux où il fait des études littéraires. Il commence à écrire et découvre dès sa parution en 1934 La Condition humaine d'André Malraux. Une revue d'étudiants, La Hune, publie « André Malraux et La Condition humaine » ; il écrit à cette occasion à Malraux qui lui répond. Après avoir obtenu une licence de philosophie, il rédige un diplôme d'études supérieures, « Sur les œuvres de jeunesse de Nietzsche ». Il fait la connaissance de Geneviève Laguenière, étudiante en histoire, avec qui il se marie en 1937, se lie avec René Lacôte, rencontre Jean Ballard, directeur des Cahiers du Sud auxquels il collabore. Lors d'un premier voyage à Paris il rencontre Malraux. S'engageant politiquement, il adhère à l'Union fédérale des étudiants, au Comité de vigilance des intellectuels antifascistes, aux Jeunesses socialistes et milite pour le Front populaire. « La guerre venait, il fallait être fasciste ou antifasciste, il fallait savoir si le moyen de l'être, c'était d'être pacifiste ou belliciste. Moi j'étais belliciste, j'étais pour qu'on fasse la guerre dès Munich… », confiera-t-il.
Installé à Paris après son mariage, Gaëtan Picon visite chaque semaine le Louvre, rencontre régulièrement Léon Brunschvicg et Malraux. Agrégé de philosophie en 1938 (reçu premier), il se voit proposer un poste à Tokyo mais, « pour mieux connaître Ingres », préfère Montauban. Recevant une bourse, il poursuit des études d'esthétique auprès de Victor Basch et Charles Lalo. Il enseigne à partir de 1939 au lycée de Mont-de-Marsan et, en 1942 et 1943, à la faculté des lettres de Bordeaux. Averti qu'il est surveillé par les Allemands, il rejoint le maquis de la Haute-Vienne au Dorat. Il entre simultanément en relation avec la revue Confluences de René Tavernier. En 1944, il se trouve à Limoges lors de la libération de la ville.
Enseignant à Paris au Lycée Charlemagne, il se lie avec Georges Limbour. Sollicités par Francis Ponge, ils collaborent tous deux à l'hebdomadaire Action. Picon participe également à la revue Confluences, installée à Paris, ainsi qu'à Fontaine, dirigée par Max-Pol Fouchet à partir de 1946. Son premier essai sur Malraux paraît en 1945, son livre sur Bernanos en 1948. Il se lie dans ces années avec Georges Schéhadé, Gabriel Bounoure et, participant aux premières Rencontres internationales de Genève, à Boris de Schloezer et Jean Starobinski. Il donne par la suite des conférences au Danemark et en Suède, en 1950 au Maroc, en Algérie, en Tunisie et des cours au Middlebury collège de Vermont, tandis qu'est publié son Panorama de la nouvelle littérature française.
Gaëtan Picon enseigne de 1951 à 1954 à l'école supérieure des lettres de Beyrouth où il accueille notamment Roger Caillois, Elsa Morante, Alberto Moravia, Madeleine et André Malraux. Il se lie par ailleurs avec Georges Séféris. En 1954 et 1955, il est professeur de littérature à l'Institut français de Florence — il rencontre de nombreux écrivains italiens, tels Eugenio Montale ou Giuseppe Ungaretti —, et, de 1955 à 1959, à l'école des Hautes Études de Gand.
En juin 1959, Picon est appelé par Malraux au poste de directeur général des Arts et Lettres. Sous sa responsabilité sont organisées à l'initiative de Malraux les premières maisons de la culture et est créé le grand prix national des arts, tandis que des écrivains majeurs reçoivent le Grand prix national des Lettres. Une impulsion est par ailleurs donnée aux manufactures de Sèvres et des Gobelins. Il lui est demandé en août 1966 de démissionner de son poste pour des divergences avec le ministre sur l'organisation de la musique et des théâtres lyriques dans laquelle il souhaite confier de hautes responsabilités à Pierre Boulez. Picon est ensuite élu directeur d'études à l'École pratique des hautes études et enseigne l'esthétique à l'École nationale supérieure des beaux-arts.
De 1963 à 1965, il dirige, avec Yves Bonnefoy, André du Bouchet et Maurice Saillet, le Mercure de France. Au journal Le Monde, il donne de 1966 à 1969 des chroniques sous le titre « Les formes et l'esprit ». En 1967 et 1968, il fait partie du comité de rédaction de la revue L'Éphémère. Aux éditions Albert Skira, il dirige la collection « Les Sentiers de la création » dans laquelle il demande à Aragon, Ionesco, Butor, Julien Gracq, Claude Simon, Francis Ponge, Joan Miró, de définir librement leur création. Il écrit lui-même des textes sur les peintres et sculpteurs, Ingres, Géricault, van Gogh, Kandinsky, Fernand Léger, Braque, Picasso, Rouault, Balthus, Jean Dubuffet, Giacometti, André Masson, ainsi que des préfaces à des catalogues d'expositions, notamment d'André Beaudin (1962), Jean Bertholle (1972), Roger Bissière, Raoul Ubac (1972), Bram van Velde (1970), Geer van Velde (1972), Vieira da Silva (1967), Marcel Fiorini et Louttre.B (1970).
Gaëtan Picon donne en 1970 des cours sur Racine à l'université de Princeton. Il est en 1971 vice-président du jury du concours international pour la réalisation du Centre Beaubourg dont le président est Jean Prouvé.
Il est sur le point de prendre la direction de l'Académie de France à Rome quand il meurt le 6 août 1976. Il repose au cimetière du Dorat (Haute-Vienne).

## Postérité
Son ami Jean Lacouture évoque Picon, « explorateur intrépide de la beauté du monde » dans Enquête sur l'auteur.
Une association des Amis de Gaëtan Picon a été présidée par le poète Yves Bonnefoy. Elle est actuellement présidée par Antoine Compagnon.

## Publications

### Critique littéraire
- André Malraux, Gallimard, Paris, 1945
- Georges Bernanos, Robert Marin, Paris, 1948
- Panorama de la nouvelle littérature française, Le Point du Jour, Gallimard, Paris, 1950 ; nouvelle éd. revue et augmentée, 1958 ; éd. refondue et complétée, 1960 ; éd. revue et corrigée, 1976
- Introduction à une esthétique de la littérature, I : L'écrivain et son ombre, Gallimard, Paris, 1953
- Malraux par lui-même, Microcosme coll. « Écrivains de toujours », Le Seuil, Paris, 1953 ; mise à jour en 1976  (ISBN 2020000121) ; nouvelle édition, 1996  (ISBN 2020308940)
- Balzac par lui-même, Microcosme coll. « Écrivains de toujours », Le Seuil, Paris, 1956 ; rééd., 2001  (ISBN 2020000334)
- L'Usage de la lecture, Mercure de France, Paris
  - I, 1960
  - II : Suite balzacienne, Suite contemporaine, 1961
  - III : Lecture de Proust, 1963
- Culture et création, éditions Estienne, Paris, 1964
- Lecture de Proust, coll. « Idées », Gallimard, Paris, 1968
- La Vérité et les mythes, entretiens et essais, Mercure de France, Paris, 1979
- Nietzsche, Hachette, Paris, 1998

#### Direction d'ouvrage
- Panorama des idées contemporaines, Gallimard, Paris, 1957 ; rééd. 1968 et 1975

#### Préface
- Les Travailleurs de la mer de Victor Hugo, éditions Gallimard, 1965

### Critique d'art
- Ingres, étude biographique et critique, Le goût de notre temps, Genève, Skira, 1967
- Les Lignes de la main, Le Point du Jour, Gallimard, Paris, 1969
- Claude Viseux - Voyants, structures actives, homolides, autoculture, 1968-1969, coécrit avec Georges Limbour et Claude Viseux, Centre national d'art contemporain, Paris, 1969
- Admirable tremblement du temps, Les Sentiers de la création, Skira, Genève, 1970 ; rééd. L'Atelier contemporain, avec des essais d'Yves Bonnefoy, Agnès Callu, Francis Marmande, Philippe Sollers, Bernard Vouilloux, 2015  (ISBN 9-791092-444223)
- La Chute d'Icare de Pablo Picasso, Les Sentiers de la création, Skira, Genève, 1971
- Le Travail de Jean Dubuffet, Skira, Genève, 1973
- 1863, Naissance de la peinture moderne, Skira, Genève, 1974
- Journal du Surréalisme 1919-1939, Skira, Genève, 1976
- Miró, carnets catalans, dessins et textes inédits présentés par Gaëtan Picon, Les Sentiers de la création, Skira, Genève, 1976
- Tout l'œuvre peint de Cézanne, avec Sandra Orienti, Flammarion, Paris, 1995

### Récits
- Un champ de solitude, Gallimard, Paris, 1968
- L’Œil double, Gallimard, Paris, 1970